# Reichsdeputationshauptschluss

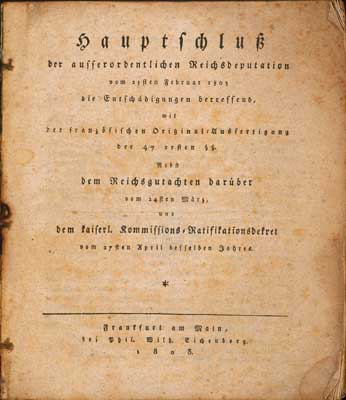
Titelseite des Reichsdeputationshauptschlusses vom 25. Februar 1803

Der Reichsdeputationshauptschluss (genauer: Hauptschluss der außerordentlichen Reichsdeputation) wurde am 25. Februar 1803 im Alten Rathaus von Regensburg gefasst. Der Beschluss war die Grundlage für das letzte bedeutende Gesetz, das während der Zeit des Heiligen Römischen Reiches beschlossen wurde. 
Mit dem Begriff Hauptschluss war gemeint: ein grundlegender Beschluss für alle folgenden Beschlüsse.
Mit dem Reichsdeputationshauptschluss wurde festgesetzt, dass die weltlichen Fürsten für ihre linksrheinischen Gebietsverluste an Frankreich abgefunden werden sollten. Die Abfindungen sollten geschehen durch die Säkularisation kirchlicher Herrschaftsgebiete und durch Mediatisierung von kleineren weltlichen Herrschaften der bisherigen Reichsstände rechts des Rheins. Als Folge der Mediatisierung wurden insgesamt 2 Kurfürstentümer, 9 Hochstifte, 44 Reichsabteien und 45 Reichsstädte aufgelöst. Das hatte zur Folge, dass 45.000 km² Ländereien und fast 5 Millionen Menschen neue Landesherren erhielten.

## Vorgeschichte

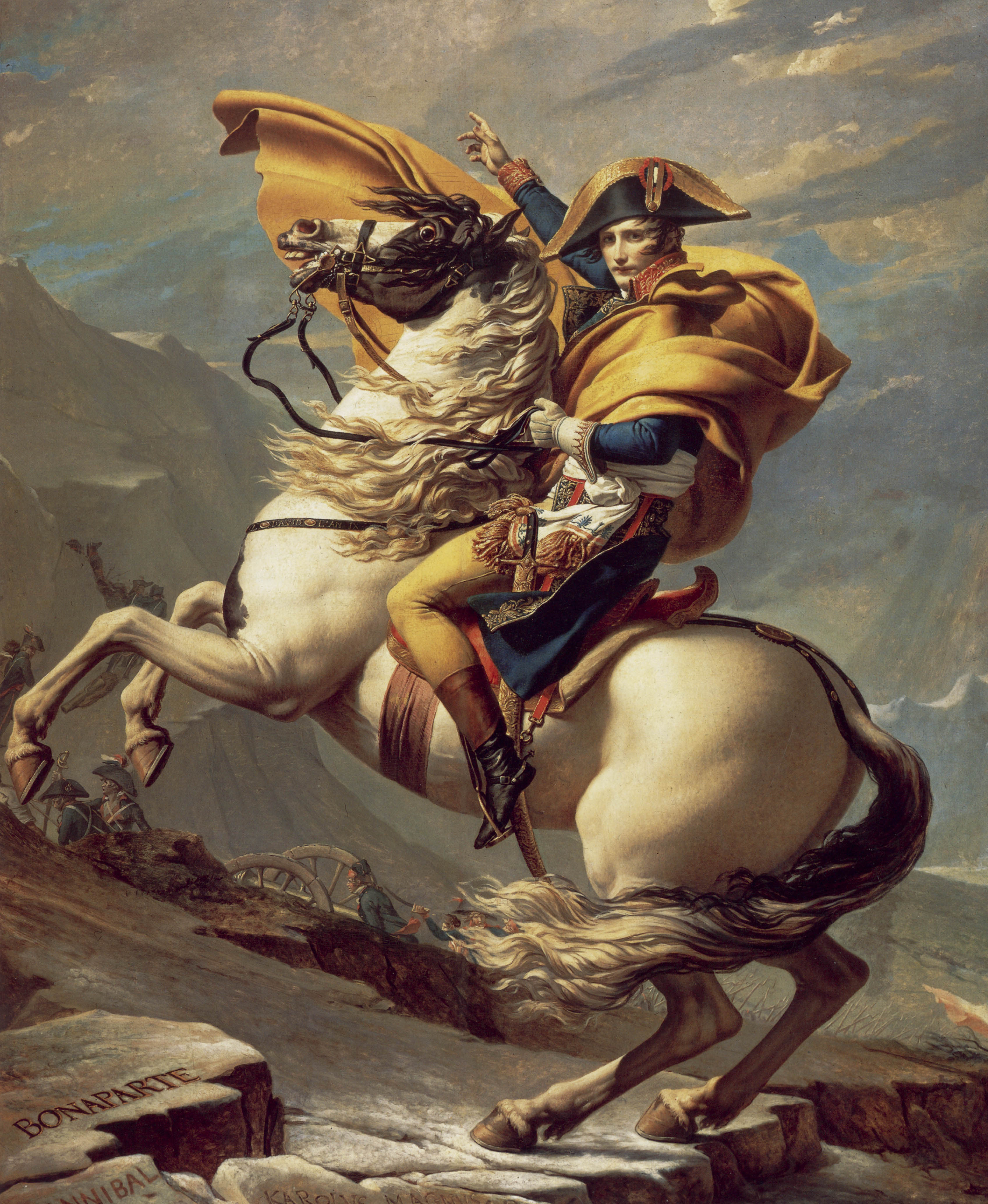
Jacques-Louis David: Bonaparte beim Überschreiten der Alpen am Großen Sankt Bernhard, 1800, Schloss Malmaison

Nach dem Wiederaufleben der Feindseligkeiten zwischen dem revolutionären Frankreich und der Habsburgermonarchie im Zweiten Koalitionskrieg zog der Erste Konsul und spätere französische Kaiser Napoleon über den Grossen St. Bernhard und schlug die österreichische Armee am 14. Juni 1800 in der Schlacht bei Marengo. Gleichzeitig drängte der französische General Jean-Victor-Marie Moreau die Österreicher über den Rhein bis an die Isar zurück. Am 3. Dezember 1800 schloss er die österreichischen und bayerischen Truppen bei Hohenlinden ein und erzwang damit den Kriegsaustritt Österreichs. Im Frieden von Lunéville (9. Februar 1801) bestätigte Kaiser Franz II als Oberhaupt des Heiligen Römischen Reiches die bereits im Frieden von Basel 1795 von Preußen und im Frieden von Campo Formio 1797 von Österreich sanktionierte Abtretung des linken Rheinufers an Frankreich. Bereits in den Geheimklauseln der Verträge von Basel und Campo Formio sowie in den Beschlüssen des Rastatter Kongresses (1797–1799) war festgeschrieben worden, dass die linksrheinischen Verluste der „depossedierten“ Reichsfürsten durch Säkularisation und teilweise auch durch Mediatisierung im rechtsrheinischen Deutschland ausgeglichen werden sollten. Mit dem Frieden von Lunéville – und nicht erst mit dem Reichsdeputationshauptschluss – war ihre Auflösung bereits beschlossene Sache. Lediglich die konkrete Aufteilung der Territorien und Länder war zu diesem Zeitpunkt noch nicht geregelt.
Aufgrund der sich zuspitzenden außenpolitischen Gemengelage sah sich Napoleon im Sommer 1802 dazu gezwungen, die deutschen Entschädigungsverhandlungen möglichst rasch abzuschließen. Mit dem Vereinigten Königreich von Großbritannien und Irland zeichnete sich bereits der nächste Krieg ab. Das russische Zarenreich unter Alexander I. drohte sich von Frankreich abzuwenden. Preußens Neutralität wankte. Um den Verhandlungen zwischen dem Reich und Frankreich einen legalen Anstrich zu verleihen, benötigte Napoleon allerdings noch die rechtliche Zustimmung des Kaisers in Wien. Mit dem Zugeständnis, dass ein Teil des Hochstifts Eichstätt an das von den Habsburgern regierte spätere Kurfürstentum Salzburg fallen sollte, gelang es Napoleon, den Kaiser dazu zu bewegen, den Immerwährenden Reichstag damit zu beauftragen, die Gespräche zu führen. Der Reichstag hatte bereits am 2. Oktober 1801 vorgeschlagen, die Entschädigungspläne durch eine eigene Kommission, die sogenannte Reichsdeputation, ausarbeiten zu lassen. Diese sollte aus Vertretern der Kurfürsten von Mainz, Sachsen, Brandenburg, Böhmen und Bayern sowie des Herzogs von Württemberg, des Landgrafen von Hessen-Kassel und des Hochmeisters des Deutschen Ordens bestehen. Noch bevor die Reichsdeputation im August 1802 zusammentreten konnte, hatte Napoleon in Zusammenarbeit mit dem Zarenreich einen Entschädigungsplan, die sogenannte Mediationsakte vom 3. Juni 1802, als „Diskussionsgrundlage“ erarbeiten lassen. Während Sankt Petersburg daran interessiert war, die dynastische Verwandtschaft des Zarenhauses in Süddeutschland zu unterstützen, kam es Paris darauf an, ein Gegengewicht zu Österreich zu installieren. Die Reichsdeputation sollte die französisch-russischen Vorstellungen bestätigen und konnte höchstens noch kleine Änderungen bewirken.
Vor und während der Tagung der Reichsdeputation unternahmen die Reichsfürsten große Anstrengungen, die französische Regierung mittels Geld und Geschenken zu möglichst großen Zugeständnissen zu bewegen. Dabei kassierte allein der französische Außenminister Talleyrand angeblich 15 Millionen französische Francs Bestechungsgelder. Da beispielsweise der württembergische Herzog Friedrich II., wegen seiner verwandtschaftlichen Nähe zum russischen Zaren, keine Korruptionszahlungen vorgenommen hatte, drohte ein Bote Talleyrands dem württembergischen Botschafter, dass Frankreich statt mit dem Herzog bald mit den württembergischen Landständen verhandeln würde, wenn er nicht rasch 300.000 Francs zahlen würde. Selbst Preußen und Österreich ließen große finanzielle Mittel nach Paris fließen. Der Landgraf von Hessen-Darmstadt, der Markgraf von Baden und der Herzog von Württemberg ermächtigten ihre Gesandten, bis zu einer bestimmten Geldhöhe ohne Rückfrage vorgehen zu dürfen. Allerdings brachten die Zahlungen, wie sich zeigen sollte, nicht den gewünschten Effekt. Die französischen Hauptentscheidungsträger ließen sich trotz der Bestechungen nicht von ihren geopolitischen Zielen abbringen.

## Zusammensetzung der Reichsdeputation 1802/1803
In der Reichs-General-Vollmacht vom 3. August 1802 wurden folgende Reichsstände in die Reichsdeputation zur Klärung der Entschädigungsfrage berufen:
- Aus dem Kurfürstenrat
  - Kurmainz
  - Kursachsen
  - Kurböhmen
  - Kurbrandenburg
- Aus dem Reichsfürstenrat
  - Herzogtum Bayern
  - Herzogtum Württemberg
  - Hoch- und Deutschmeister des Deutschen Ordens
  - Landgrafschaft Hessen-Kassel

Die Leitung der Deputation oblag Johann Aloys Josef Freiherr von Hügel, dem kaiserlichen Konkommissar am Immerwährenden Reichstag zu Regensburg.

## Vom Deputations-Hauptschluss zum Reichsschluss
Die Reichsdeputation trat zu 50 Sitzungen zusammen, wobei die erste am 24. August 1802 und die letzte am 10. Mai 1803 (also nach der Verabschiedung des Reichsdeputationshauptschlusses durch den Reichstag (Reichsgutachten) und der Ratifizierung durch den Kaiser) durchgeführt wurde. Ort der Sitzungen war das Rathaus von Regensburg.
Bereits bei der dritten Sitzung, die am 8. September 1802 stattfand, gab die Reichsdeputation dem französisch-russischen Druck nach und stimmte deren Entwurf eines Entschädigungsplans grundsätzlich zu, wobei neben Details der Landzuweisungen insbesondere die Entschädigung der geistlichen Würdenträger und die Übernahme der Schulden der geistlichen Territorien noch offen blieben.
Auf seiner 46. Sitzung vom 25. Februar 1803 wurde von der Deputation der sogenannte Hauptschluss gefasst, der der allgemeinen Reichsversammlung vorgelegt wurde. Die Reichsversammlung tagte nicht als einheitliche Versammlung, sondern getrennt in den drei Kollegien (Kurfürstenrat, Reichsfürstenrat, Reichsstädtekollegium). Nach Abschluss der Beratungen der drei Kollegien wurde am 24. März 1803 von der hierfür zuständigen kurfürstlich mainzischen Kanzlei ein Reichsgutachten erstellt, das dem Kaiser zur Ratifikation vorgelegt wurde. Nach der Ratifikation durch Kaiser Franz II. am 27. April 1803 erlangte das Reichsgutachten als Reichsschluss Gesetzeskraft.
Die geistlichen Reichsstände und die Reichsstädte, die nach dem Inhalt des Hauptschlusses ihre Reichsstandschaft verlieren sollten, wurden in den Sitzungen der Kollegien für „abwesend“ erklärt und konnten an Beratung und Abstimmung nicht teilnehmen.
An der Beratung des Reichsstädtekollegiums am 4. und 7. März 1803 nahmen daher auch nur die sechs gemäß Hauptschluss verbleibenden Reichsstädte teil und stimmten zu.
Da die vermittelnden Mächte (Frankreich und Russland) mehrfach unmissverständlich ihre Erwartung einer raschen Ratifikation des Hauptschlusses durch die allgemeine Reichsversammlung zum Ausdruck gebracht hatten, die reale Umsetzung des Hauptschlusses in der Hauptsache (Besetzung der zugewiesenen Territorien) bereits im Dezember 1802 abgeschlossen war und die Würdenträger der säkularisierten geistlichen Stände bereits ihre finanzielle Abfindung ausgehandelt hatten, war die Ratifizierung des Hauptschlusses durch die Reichsversammlung und den Kaiser nur noch eine Formsache.
Der Reichsdeputationshauptschluss wurde im März 1803 vom Reichstag einstimmig angenommen. Allerdings hatten bereits Ende 1802 die meisten geistlichen Fürsten auf ihre weltlichen Herrschaftsrechte und damit auf Sitz und Stimme im Reichstag verzichtet. Die an der Reichsdeputation beteiligten Reichsstände wie der Erzbischof von Salzburg, die Bischöfe von Passau, Freising, Trient und Brixen, der Fürstpropst von Berchtesgaden und die schwäbischen Reichsprälaten hatten sich im Januar 1803 darauf geeinigt, an den abschließenden Beratungen des Reichstags über die Reichsdeputation nicht teilzunehmen. Sie wollten damit eine Abstimmung des Reichstags über ihr Schicksal und die Auflösung ihrer Herrschaftsgebiete vermeiden. Insofern war der Beschluss zwar formaljuristisch einstimmig, aber nicht mit der Zustimmung aller Reichsstände getroffen worden. Kaiser Franz II. schloss sich im April – wenn auch unter Vorbehalt – diesem Votum an.

## Wirkungen

### Ebene des Reiches

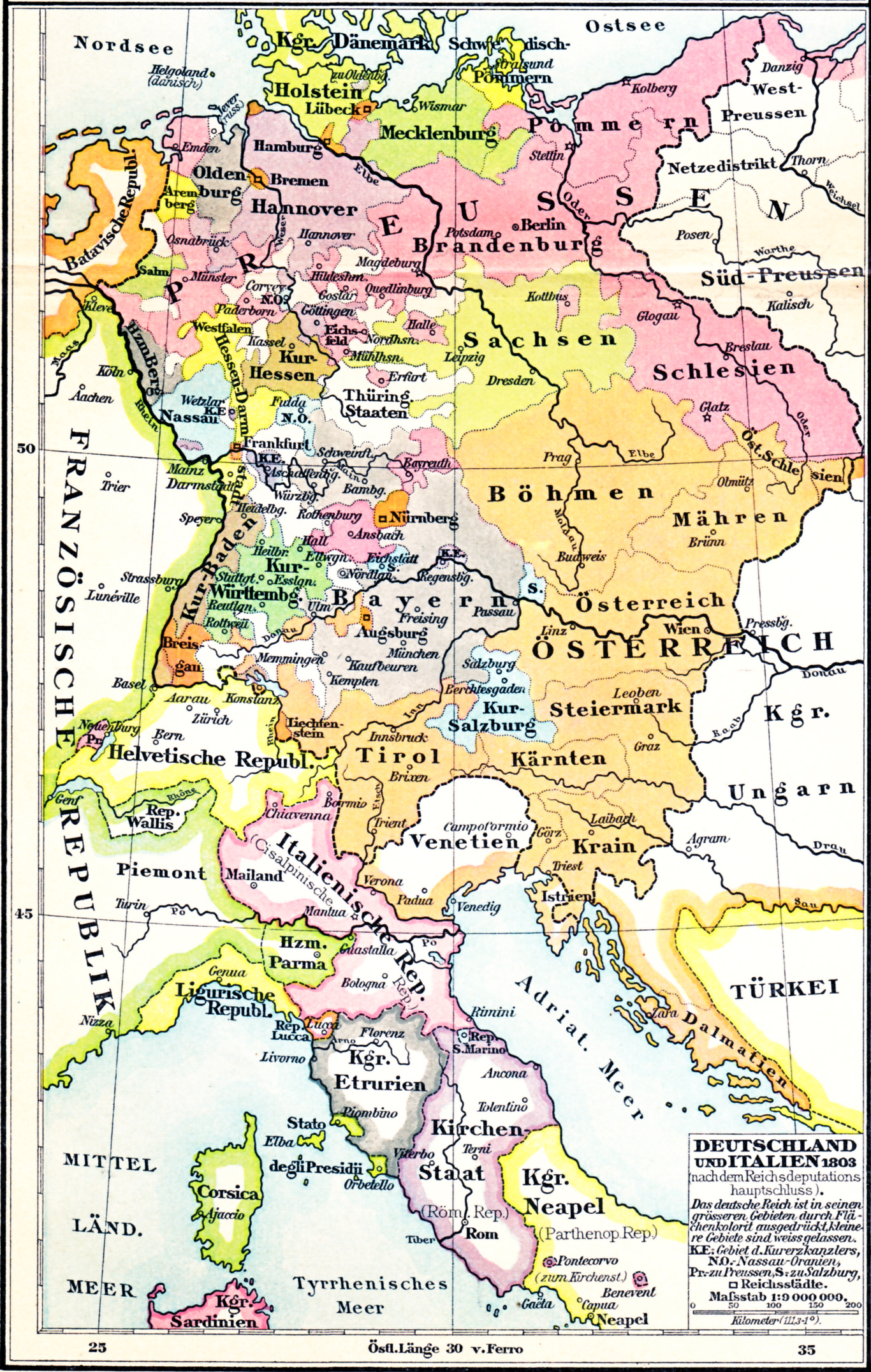
Karte Deutschlands und Italiens nach dem Reichsdeputationshauptschluss 1803

Von ehemals 51 Reichsstädten wurden 45 den benachbarten großen Fürstentümern zugeschlagen. Lediglich Lübeck, Hamburg, Bremen, Frankfurt am Main, Nürnberg und Augsburg konnten ihre Unabhängigkeit wahren. Augsburg und Nürnberg sollten jedoch schon im Zuge des Friedensvertrages von Pressburg 1805 bzw. mit der Rheinbundakte 1806 ihre Souveränität verlieren.
Der Reichsdeputationshauptschluss beendete eine seit dem 10. Jahrhundert bestehende Ausnahmeerscheinung des Reiches: Abgesehen vom Kirchenstaat war das Heilige Römische Reich inzwischen das einzige politische Gebilde Europas, in dem geistliche/kirchliche und weltliche Regierungsämter miteinander verbunden waren. Dies äußerte sich in einer Vielzahl von geistlichen Kurfürstentümern, Hochstiften und Reichsabteien. Die sich spätestens seit dem Frieden von Lunéville abzeichnende Einverleibung dieser Territorien zu Gunsten der großen Fürstentümer wurde von Papst Pius VII. und seiner Kurie nicht verhindert. Da insbesondere die aristokratischen Fürstbischöfe eine von Rom relativ losgelöste Handhabung ihres Amtes gewohnt waren, begrüßte der Papst ihre Auflösung. Durch die späteren aus dem Bürger- und Bauerntum stammenden Bischöfe konnte Rom eine Erneuerung der katholischen Kirche auch in Deutschland durchsetzen. Als einziger Herrscher eines geistlichen Fürstentums wurde Karl Theodor von Dalberg, der letzte Mainzer Erzbischof und Erzkanzler des Reiches, entschädigt. Das ihm verbliebene rechtsrheinische Territorium von Kurmainz wurde auf das Fürstentum Aschaffenburg übertragen. Neben dem Fürstentum von Aschaffenburg regierte er über das Fürstentum Regensburg und die Grafschaft Wetzlar; anschließend von 1810 bis 1813 über das Großherzogtum Frankfurt. Weiterhin durfte er die Titel eines Fürstprimas und eines Kurfürsten tragen.
Von der Säkularisation ausgenommen blieben zunächst auch der Deutsche Orden und der Malteserorden. Zugleich erhielten die Fürsten von Württemberg, Baden, Hessen-Kassel und das neue Herzogtum Salzburg die Kurwürde.
Die nordwestdeutschen Hochstifte verschwanden hingegen mit dem Reichsdeputationshauptschluss von der politischen Landkarte. Die Gefahr der Säkularisation hatte die Bistümer Paderborn, Hildesheim, Köln, Münster und Osnabrück schon im 18. Jahrhundert bedroht. Gründe hierfür waren die angrenzenden, aufstrebenden protestantischen Fürstenstaaten; im Norden das durch Personalunion mit Großbritannien verbundene Hannover, im Süden das spätere Kurfürstentum Hessen-Kassel und im Osten und Westen der Hohenzollernstaat Preußen. Das Bistum Hildesheim geriet schon während des Spanischen Erbfolgekrieges unter die Kontrolle Hannovers, musste jedoch nach Kriegsende wieder aufgegeben werden. Nur die Bildung eines Bischofreiches unter Clemens August, das dynastisch mit dem bayerischen Herzogshaus der Wittelsbacher verbunden war, konnte die Säkularisation der nordwestdeutschen Bistümer noch verhindern.

#### Rolle beim Untergang des Alten Reiches
Laut dem Historiker Anton Schindling bestehe die zentrale Fragestellung der Forschung darin, ob der Reichsdeputationshauptschluss tatsächlich den Anfang vom Ende des Heiligen Römischen Reiches markieren kann. Schindling wertet das Ereignis als letzten Versuch, eine Reformierung und Neuordnung des Reiches durchzuführen. Der militärische Druck Frankreichs habe die fehlende Wehrhaftigkeit der Reichsstädte, Reichsritterschaften und geistlichen Fürstentümer offenbart. Die größeren weltlichen Fürstenstaaten dagegen schienen der französischen Expansion eher etwas entgegensetzen zu können. Die Auflösung kleinerer Herrschaften durch Säkularisation und Mediatisierung zugunsten größerer Staaten kann also nach Schindling durchaus als ein Vorgang zum Erhalt des Reiches verstanden werden.
Der Historiker Christopher Clark sieht in dem Reichsdeputationshauptschluss dagegen eine „geopolitische Revolution“, die die Fundamente des Heiligen Römischen Reiches unwiederbringlich zum Einsturz gebracht habe. Die „Daseinsberechtigung“ des Reiches sei gewesen, die „politische und ständische Vielfalt des alten Mitteleuropa“ zu schützen. Durch den vom Reichsdeputationshauptschluss herbeigeführten Untergang der kirchlichen Fürstentümer und meisten Reichsstädte gewann jedoch die Ambition der größeren und mittleren Fürstentümer nach staatlicher Souveränität an Bedeutung. Übergeordnete Institutionen des Reiches wie der Immerwährende Reichstag oder das Reichskammergericht standen diesen fürstlichen Ambitionen entgegen, sodass die Lösung aus dem Reichsverband und das Bündnis mit Frankreich mehr und mehr an Attraktivität erlangen konnte.
Von den Gebietsgewinnen und Rangerhöhungen des Reichsdeputationshauptschlusses profitierten vor allem die süddeutschen Fürstentümer Württemberg, Baden und Bayern. Als französische Verbündete sollten sie eine Pufferzone gegenüber Österreich bilden. Napoleon und sein Außenminister Talleyrand wollten sie einerseits so weit territorial vergrößern, dass sie in der Lage waren, Frankreich bei seinen Kriegen zu unterstützen, aber andererseits so klein halten, dass sie die Position Frankreichs nicht gefährden konnten. Auf diese Weise nutzte die französische Außenpolitik den Reichsdeputationshauptschluss, um die jahrhundertealten Bindungen zwischen dem römisch-deutschen Kaiser als Reichsoberhaupt und den süddeutschen Staaten zu lockern.
Am 12. Juli 1806 gründete der Erzkanzler mit Bayern, Württemberg, Baden, Hessen-Darmstadt, Nassau, Kleve-Berg und weiteren Fürstentümern mit Unterzeichnung der Rheinbundakte in Paris den Rheinbund, als dessen Protektor Napoleon fungierte. Die Mitglieder des Bundes erklärten am 1. August den Austritt aus dem Reich. Schon im Frieden von Preßburg, der den Dritten Koalitionskrieg beendete, musste Franz II. akzeptieren, dass Bayern, Württemberg und Baden mit voller Souveränität ausgestattet wurden und somit Preußen und Österreich gleichgestellt wurden. Diese Länder befanden sich seitdem faktisch außerhalb der Reichsverfassung.
Am 6. August 1806 legte Kaiser Franz II. die Reichskrone nieder und erklärte das Reich für aufgelöst. War dieser Schritt auch schon einige Zeit geplant, so gab den Ausschlag ein Ultimatum Napoleons vom 22. Juli: Sollte Kaiser Franz bis zum 10. August nicht abdanken, dann würden französische Truppen Österreich angreifen. Um dem bereits seit langem absehbaren Statusverlust zuvorzukommen, hatte Franz II. allerdings zwei Jahre zuvor am 11. August 1804 das Kaisertum Österreich ausgerufen und nannte sich ab dem 6. August 1806 Franz I. von Österreich.

#### Religionspolitische Folgen
Zu den bis heute bestehenden Entschädigungszahlungen für die Säkularisation → Staatsleistungen
Zu den positiven Nebenwirkungen des Reichsdeputationshauptschlusses zählt auch der Umstand, dass sich mit Auflösung der geistlichen Fürstentümer erstmals eine Toleranzpolitik gegenüber den drei Konfessionen reichsweit durchzusetzen begann. Vor 1803 habe es laut Schindling in den Hochstiften keine formal rechtliche Gleichstellung von Nicht-Katholiken gegeben (eine Ausnahme war das Hochstift Osnabrück). Größere weltliche Fürstenstaaten wie Württemberg und Baden sahen sich durch die Integration neu hinzugewonnener Gebiete langfristig dazu gezwungen, ihre bisherige konfessionelle Einheitlichkeit aufzugeben. Der Reichsdeputationshauptschluss wurde somit zum Katalysator der Religionsfreiheit in den deutschen Staaten, wobei jedoch Juden und andere Nicht-Christen von der Tolerierung noch ausgenommen blieben.
Die Säkularisation und die anschließende Mediatisierung veränderten das Reich völlig. Der Reichszusammenhalt verlor mit den geistlichen Fürsten und den traditionell loyalen Reichsstädten seine Hauptstützen. Damit hatte die Reichskirche aufgehört zu existieren. Die antiklerikalen Positionen Frankreichs trugen wesentlich zum Untergang der Reichskirche bei, zumal man damit den Kaiser einer wichtigen Machtposition beraubte. Auch katholische Reichsfürsten setzten Begehrlichkeiten durch.
Auf diese Weise wurde der bisher katholisch dominierte Reichsfürstenrat mehrheitlich evangelisch, gleichfalls der Kurfürstenrat. Nachdem auch die Reichsritterschaft und viele kleine Fürstentümer bis 1806 ihre Selbständigkeit verloren hatten, reduzierte sich die Zahl der reichsunmittelbaren Territorien von einigen hundert auf etwa vierunddreißig. Der Reichsdeputationshauptschluss schuf also aus einer Vielzahl kleiner und kleinster Gebiete eine überschaubare Anzahl von Klein- und Mittelstaaten.
Die katholische Kirche brauchte zwei Jahrzehnte, um sich nach zum Teil schwierigen Verhandlungen mit den napoleonischen und nachnapoleonischen Staaten durch Dotationsvereinbarungen und die Neuumschreibung der Diözesen auf neuer Basis zu konsolidieren.

### Ebene der Einzelstaaten des Reiches
|             | Verluste | Verluste | Gewinne  | Gewinne |
| km²         | Menschen | km²      | Menschen |         |
| ----------- | -------- | -------- | -------- | ------- |
| Preußen     | 2.000    | 140.000  | 12.000   | 600.000 |
| Bayern      | 10.000   | 600.000  | 14.000   | 850.000 |
| Baden       | 450      | 30.000   | 2.000    | 240.000 |
| Württemberg | 400      | 30.000   | 1.500    | 120.000 |

Fürstentümer wie Baden, Bayern oder Württemberg konnten große Gebietsgewinne verbuchen, die nur teilweise durch Verluste gerechtfertigt waren, so etwa beim Haus Wittelsbach durch den Verlust von Jülich und Berg, der Kurpfalz und der häufig mit Familienangehörigen besetzten Kurwürde von Köln. Der badische Markgraf erhielt beispielsweise mehr als achtmal so viele Untertanen wie er linksrheinisch abtreten musste. Baden führte als Begründung für seine Forderungen an, dass es als Grenzland in den Koalitionskriegen besonders unter den Kontributionen an Frankreich gelitten habe.
Preußen nahm schon vor dem Reichsdeputationshauptschluss geistliche Territorien in Besitz. Darauf hatte es sich bereits in einem Staatsvertrag vom 23. Mai 1802 mit Frankreich verständigt. Die Idee der Säkularisation war aus preußischer Sicht nicht neu. Bereits in den 1740er Jahren erhob der Hohenzollernstaat Ansprüche auf geistliche Territorien – jedoch letztlich erfolglos. Das Hochstift Hildesheim und der östliche Teil des Hochstifts Münster wurden noch im Jahre 1802 von preußischen Truppen besetzt. Der Reichsdeputationshauptschluss segnete das militärische Vorgehen Preußens schließlich rechtlich ab. Darüber hinaus erhielt Preußen das Hochstift Paderborn (umgewandelt in das Fürstentum Paderborn), das Eichsfeld, die Reichsstädte Mühlhausen/Thüringen, Nordhausen und Goslar und die Reichsstifte Quedlinburg, Elten, Essen, Herford und Werden zugesprochen.
Das Kurfürstentum Hannover war zwar von keinerlei Gebietsverlusten betroffen, da es keine Territorien links des Rheins besaß, für die es Entschädigungen hätte verlangen können. Dennoch konnte es sich beim Reichsdeputationshauptschluss das Hochstift Osnabrück einverleiben. Nicht realisieren ließ sich jedoch der Anspruch Hannovers auf den Besitz des Hochstifts Hildesheim. Verhandlungen mit Preußen, die einen Tausch des preußisch besetzten Hildesheim mit dem Hochstift Osnabrück vorsahen, scheiterten und ermöglichten es Preußen, Truppen in direkter Nähe von Hannover zu stationieren. Damit schuf der Reichsdeputationshauptschluss die Voraussetzung dafür, dass Ende Januar 1806 Hannover kurzzeitig von Preußen annektiert werden konnte.
Im Reichsdeputationshauptschluss erhielt Württemberg als Entschädigung für linksrheinische Territorien, die von Frankreich annektiert worden waren, wie die Grafschaft Mömpelgard und die Herrschaft Reichenweier insgesamt neun Reichsstädte, ein Dorf und acht geistliche Herrschaften. Schwäbisch Hall, Esslingen, Reutlingen, Heilbronn, Weil, Rottweil, Aalen, Giengen und Schwäbisch Gmünd gingen damit nun in württembergischen Besitz über. Seine territorialen Neuerwerbungen nutzte der im Reichsdeputationshauptschluss zum württembergischen Kurfürsten erhobene Friedrich, um seine absolutistische Machtbasis auszuweiten. Anders als das württembergische Stammland, in dem die Landstände eine Art „verfassungsrechtliches Gegengewicht“ zum Fürsten bildeten, regierte Friedrich in Neuwürttemberg ohne ihre Mitsprache. Württembergs rechtsrheinisches Gebiet verdoppelte sich, insbesondere kam das vorher zu Österreich und verschiedenen Klöstern gehörende katholische Oberschwaben dazu.
Österreich ging aus dem Reichsdeputationshauptschluss als Verlierer hervor, da es mit den Reichsstädten, geistlichen Fürstentümern und Reichsritterschaften seine wichtigsten Verbündeten im Reich verlor. Als Reichsoberhaupt hatten die Habsburger sie jahrhundertelang davor bewahrt, von den größeren Nachbarn geschluckt zu werden. Auch in rechtlicher Hinsicht waren sie vom römisch-deutschen Kaisertum weit abhängiger als die großen landesherrschaftlichen Territorien. Die österreichischen Gebietsgewinne fielen mit den beiden Erzbistümern Brixen und Trient außerordentlich gering aus. Vorderösterreich, das den Habsburgern jahrhundertelang eine starke Präsenz im Südwesten des Reiches gesichert hatte, ging größtenteils verloren. An die Stelle des Kaisers als Protektor des Heiligen Römischen Reiches rückte nun zunehmend Napoleon als Protektor der deutschen Mittelstaaten.
Die Landgrafschaft Hessen-Kassel konnte nur wenig Gewinn aus den Verhandlungen herausholen. Landgraf Wilhelm IX. verweigerte entgegen den Ratschlägen seiner Berater Bestechungszahlungen an die französische Regierung. Sein Misstrauen gegenüber seinen Gesandten schränkte deren Verhandlungsspielraum in Regensburg zusätzlich ein. Durch Wilhelms außenpolitisches Festhalten an Preußen waren für Frankreich die süddeutschen Staaten als Verbündete wichtiger. Wilhelm erwarb beim Reichsdeputationshauptschluss lediglich die ursprünglich zu Kurmainz gehörenden Städte Fritzlar, Naumburg, Amöneburg und Neustadt sowie die bereits an Hessen-Kassel verpfändete Reichsstadt Gelnhausen. Am 16. Mai 1803 wurde Wilhelm zum letzten der vier neuen Kurfürsten erhoben. Die bereits von seinen Vorgängern lang ersehnte Rangerhöhung ließ der Kurfürst in Kassel durch ein dreitägiges Fest feiern. Der Kurfürstentitel erwies sich jedoch als bedeutungslos, da bis zum Untergang des Reiches keine Kaiserwahl mehr stattfinden sollte.